# ده نظر (دهسرد)
ده نظر (بالفارسية: ده نظر) هي قرية تقع في إيران في قسم دهسرد الريفي. يقدر عدد سكانها بـ 0 نسمة بحسب إحصاء 2016.